# 锅炉

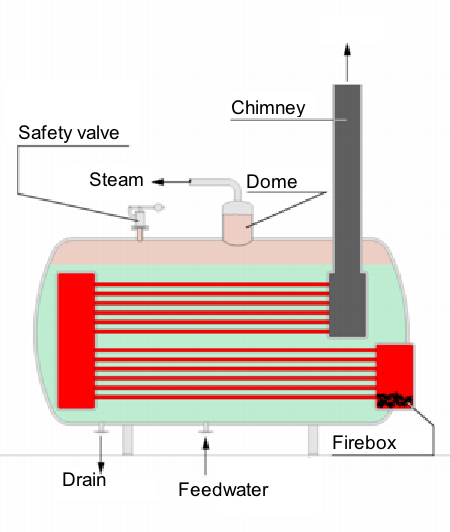
基礎鍋爐結構

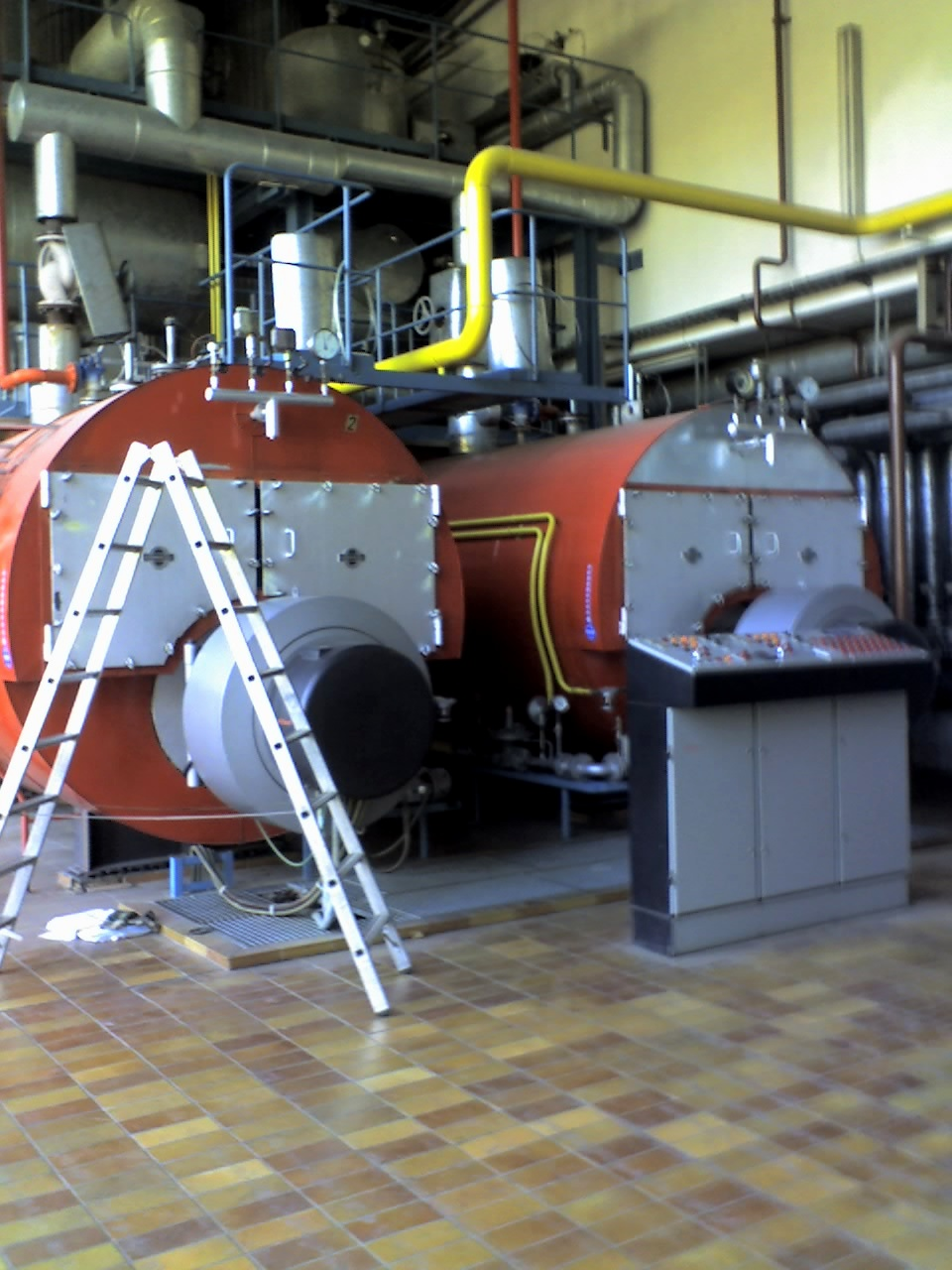
電腦控制鍋爐

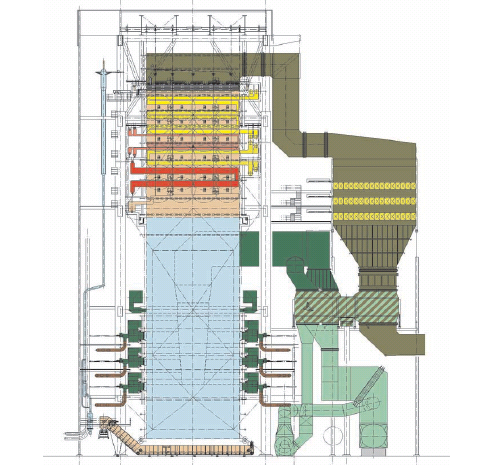
蒸氣發電機鍋爐

锅炉是一种利用燃料燃烧放出的热能或者其他热能加热水或其他工质，以生产规定参数（温度、压力）的品质的蒸汽、热水或者其他工质的设备。锅炉常在热力发电厂或其他工业、民用生产中使用。
锅炉是由锅和炉两大部分组成。锅是装水的容器，由锅筒和许多钢管组成；炉是燃料燃烧的场所。燃料在炉内燃烧产生的高温烟气，借导热、对流和辐射三种换热的形式，将烟气的热量传给锅中的水而产生蒸汽。

## 鍋爐的型式
1. 按煙氣在鍋爐流動的狀況分：煙氣在鋼管內流過，水在管外受熱的叫火管鍋爐（鍋殼鍋爐）；水在管內受熱，煙氣在管外流過的叫水管鍋爐；還有水火管組合式鍋爐。
2. 按鍋筒放置的方式分：立式鍋爐、臥式鍋爐。
3. 按用途分為：民用鍋爐、工業鍋爐、電廠鍋爐、機車船舶鍋爐。
4. 按介質分：蒸汽鍋爐、熱水鍋爐、汽水兩用鍋爐、有機熱載體鍋爐。。
5. 按安裝方式分：快裝鍋爐、組裝鍋爐、散裝鍋爐。
6. 按燃料分：燃煤鍋爐、燃油鍋爐、燃氣鍋爐、餘熱鍋爐、電加熱鍋爐、生物質鍋爐、煤氣混燃鍋爐、煤油混燃鍋爐等。
7. 按水循環分（按工質在蒸發系統的流動方式分）：自然循環爐、強制循環爐（分多次強制循環爐和直流爐）、混合循環爐。
8. 按鍋爐數量分：單鍋筒鍋爐、雙鍋筒鍋爐。
9. 按燃燒定在鍋爐內部或外部分：內燃式鍋爐、外燃式鍋爐。
10. 按製造級別分類：A級、B級、C級、D級、E級（按製造鍋爐的壓力分）。
11. 按壓力分為：中壓鍋爐(3.8 MPa-5.3 MPa)、次高壓鍋爐(5.3 MPa-9.8 MPa)、高壓鍋爐(9.8 MPa-13.7 MPa)、超高壓鍋爐(13.7 MPa-16.7 MPa)、亞臨界壓力鍋爐(16.7 MPa-22.1 MPa)、超臨界壓力鍋爐(≥22.1MPa)、超超臨界壓力鍋爐(25 MPa-31 MPa)等[2]。
12. 按燃燒方式分：層燃爐、室燃燒爐、旋風爐、沸騰爐等。
13. 按排渣方式分：固態排渣爐、液態排渣爐。

## 锅炉的基本结构
锅炉整体的结构包括锅炉本体和辅助设备两大部分。

### 锅炉本体
锅炉中的炉膛、锅筒、燃烧器、水冷壁、过热器、省煤器、空气预热器、构架和炉墙等主要部件构成生产蒸汽的核心部分，称为锅炉本体。锅炉本体中两个最主要的部件是炉膛和锅筒。

#### 炉膛
又称燃烧室，是供燃料燃烧的空间。将固体燃料放在炉排上进行火床燃烧的炉膛称为层燃炉，又称火床炉；将液体、气体或磨成粉状的固体燃料喷入火室燃烧的炉膛称为室燃炉，又称火室炉；空气将煤粒托起使其呈沸腾状态燃烧、适于燃烧劣质燃料的炉膛称为沸腾炉，又称流化床炉；利用空气流使煤粒高速旋转并强烈火烧的圆筒形炉膛称为旋风炉。炉膛的横截面一般为正方形或矩形。燃料在炉膛内燃烧形成火焰和高温烟气，所以炉膛四周的炉墙由耐高温材料和保温材料构成。在炉墙的内表面上常敷设水冷壁管，它既保护炉墙不致烧坏，又吸收火焰和高温烟气的大量辐射热。
炉膛的结构、形状、容积和高度都要保证燃料充分燃烧，并使炉膛出口的烟气温度降低到熔渣开始凝结的温度以下。当炉内的温度超过灰熔点时，灰便呈熔融状态。熔融的灰渣颗粒在触及炉内水冷壁管或其他构件时会粘在上面。粘结的灰粒逐渐增多,遂形成渣块,称为结渣。结渣会降低锅炉受热面的传热效果。严重时会堵塞烟气流动的通道，影响锅炉的安全和经济运行。
一般用炉膛容积热负荷和炉膛截面热负荷或炉排热负荷表示其燃烧强烈程度。炉膛容积热负荷是单位炉膛容积中每单位时间内释放的热量。在锅炉技术中常用炉膛容积热负荷来衡量炉膛大小是否恰当。容积热负荷过大，则表示炉膛容积过小，燃料在炉内的停留时间过短，不能保证燃料完全燃烧，使燃烧效率下降；同时这还表示炉墙面积过小，难以敷设足够的水冷壁管，结果炉内和炉膛出口处烟气温度过高，受热面容易发生结渣。室燃炉的炉膛截面热负荷是单位时间内单位炉膛横截面上燃料燃烧所释放的热量。在炉膛容积确定以后，炉膛截面热负荷过大会使局部区域的壁面温度过高而引起结渣。层燃炉的炉排热负荷是单位时间内燃料燃烧所释放的热量与炉排面积的比值。炉排热负荷过高会使飞灰大大增加。
炉膛设计需要充分考虑使用燃料的特性。每台锅炉应尽量燃用原设计的燃料。燃用特性差别较大的燃料时，锅炉运行的经济性和可靠性都可能降低。

#### 锅筒
它是自然循环和多次强制循环锅炉中接受省煤器来的给水、联接循环回路，并向过热器输送饱和蒸汽的圆筒形容器。锅筒筒体由优质厚钢板制成，是锅炉中最重的部件之一。

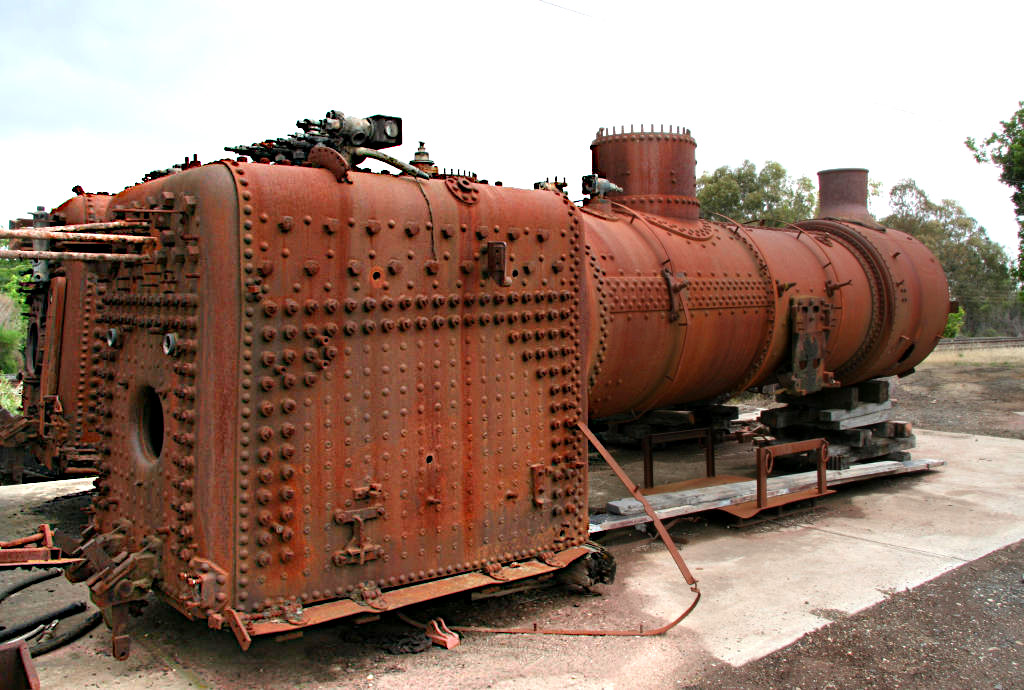
1950年代火車鍋爐筒

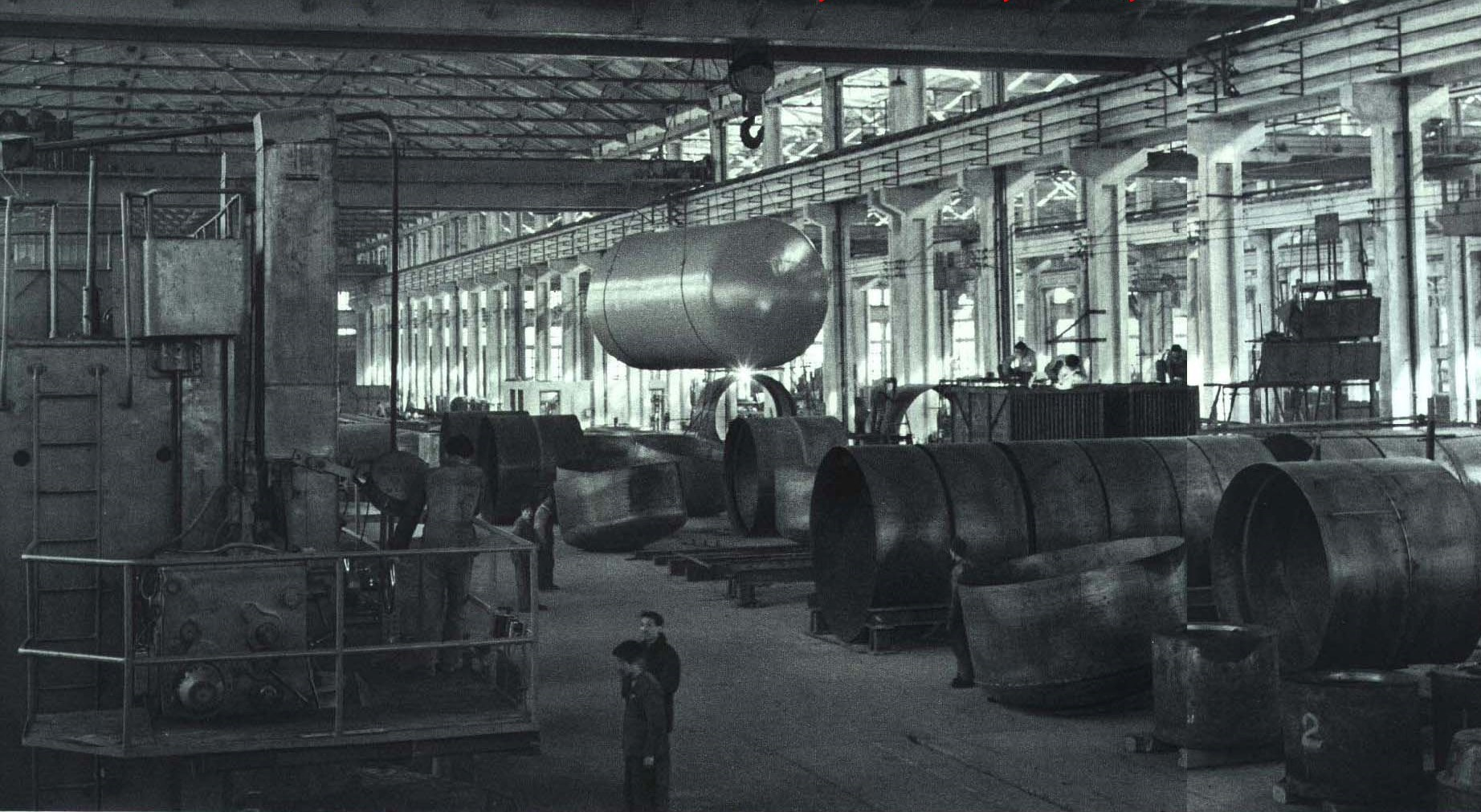
三五計畫期間的上海锅炉厂

锅筒的主要功能是储水，进行汽水分离，在运行中排除锅水中的盐水和泥渣，以避免含有高浓度盐分和杂质的锅水随蒸汽进入过热器和汽轮机中。这些盐分和杂质如在过热器管和汽轮机通道上发生结垢、积盐和腐蚀，会影响设备的经济安全运行。锅炉出口的蒸汽一般都有一定的质量标准。锅筒内部装置包括汽水分离和蒸汽清洗装置、给水分配管、排污和加药设备等。其中汽水分离装置的作用是将从水冷壁来的饱和蒸汽与水分离开来，并尽量减少蒸汽中携带的细小水滴。中、低压锅炉常用挡板和缝隙挡板作为粗分离元件。中压以上的锅炉除广泛采用多种型式的旋风分离器进行粗分离外，还用百叶窗、钢丝网或均汽板等进行进一步分离。随着水处理技术的提高，蒸汽分离装置趋向于简化和定型化。排污装置（包括连续排污和定期排污）能在锅炉运行中排出一部分含有较高盐分和泥渣的锅水。锅筒上还装有水位表、安全阀等监测和保护设施。

### 辅助设备
除锅炉本体外，在电站锅炉中还有许多配套的辅助设备：
1. 煤粉制备系统，把原煤磨成粉，以利煤的充分燃烧，包括给煤机、磨煤机、排粉机、粗粉分离器和煤粉管道等；
2. 送、引风系统，向锅炉供给燃烧需要的空气及将煤燃烧后的烟气排出锅炉，包括送风机、引风机和烟风道等；
3. 给水系统，包括给水泵、阀门和管道等；
4. 水处理系统（见锅炉水处理）；
5. 灰渣清除系统，包括碎渣机、出渣机、除尘器等；
6. 自动控制和监测系统（见锅炉自动控制、锅炉汽温调节）。

## 法規

### 中華民國（臺灣）
- 中華民國勞動部規範鍋爐操作人員應接受安全衛生教育訓練[3]
  - 鍋爐操作人員
  - 第一種壓力容器操作人員
  - 高壓氣體特定設備操作人員
  - 高壓氣體容器操作人員

- 中国人民共和国《特种设备安全法》规定锅炉操作人员
  - 每台在用锅炉当班持证的司炉工、水处理操作人员应按下列数量配备： —•—蒸发量小于4t/h的锅炉（热水锅炉供热量2.8MW）， 司炉工、水处理操作人员 不少于1名；  —•—蒸发量小于10t/h（热水锅炉供热量7MW），大于或等于4t/h的（热水锅炉供热量2.8MW）， 燃煤锅炉司炉工不少于2名，燃油（气）锅炉或电锅炉司炉工不少于1名；水处理 操作人员 不少于1名 ；  —•—蒸发量小于或等于35t/h（热水锅炉供热量24.5MW），大于或等于10t/h（热水锅炉供热量7MW），的， 燃煤锅炉司炉不少于4名，燃油（气）锅炉或电锅炉司炉不少于3名，水处理不少于2名。  —•—电站锅炉操作人员配备按《火力发电厂劳动定员标准》（试行）执行。
  - 锅炉房内有多台同时运行的锅炉，其持证司炉工应为每台锅炉人数总和的70%以上。有机载热体锅炉每班持证司炉工数量，参照热水锅炉配备。
  - 压力容器每班次持证操作人员应不少于1名

## 外部連結
- 台灣省鍋爐協會 （页面存档备份，存于）
- 全国锅炉压力容器标准化技术委员会 （页面存档备份，存于）
- 工业退火炉
- 中国锅炉中心网 （页面存档备份，存于）
- 武汉锅炉资讯网 （页面存档备份，存于）
- 阳光机械锅炉铸造基础 （页面存档备份，存于）